# Bala mágica
Bala mágica es un término acuñado por el médico alemán —ganador del premio Nobel de Medicina en 1908— Paul Ehrlich (c. 1900). Ehrlich, que desarrolló la idea mientras trabajaba en el Instituto Real de Terapia Experimental de Fráncfort del Meno, lo empleó para referirse a los «agentes terapéuticos ideales» que actúan de forma específica contra algún patógeno en particular sin ocasionar daños en las células del huésped. Denominó estos potenciales agentes zauberkugel (bala mágica). La arsfenamina (o salvarsán), un compuesto derivado del arsénico empleado como tratamiento de la sífilis, fue la primera bala mágica y significó la introducción de la quimioterapia.

## Antecedentes

### Investigaciones sobre anticuerpos
A principios de la década de 1890, Paul Ehrlich comenzó a trabajar con Emil Behring, profesor de medicina en la Universidad de Marburgo. Behring había investigado agentes antibióticos y descubrió la antitoxina diftérica. Este descubrimiento le convirtió en el primer ganador del Premio Nobel de Fisiología o Medicina en 1901. A partir de este trabajo, Ehrlich comprendió que los anticuerpos producidos en la sangre podrían atacar a los patógenos invasores sin causar algún efecto dañino en el cuerpo del huésped. Entonces supuso que los anticuerpos actuaban como balas disparadas de un arma con microbios específicos como blanco. No obstante, abandonó esta primera idea de las balas mágicas después de más investigaciones, pues también comprendió que algunas veces estos anticuerpos fallan en su labor.

### Investigaciones sobre el arsénico
Ehrlich se unió al Instituto Real de Terapia Experimental de Fráncfort del Meno, Alemania, en 1899 y, en 1906, fue nombrado director de su instituto de investigación, el Georg–Speyer Haus, en 1906. Allí, se concentró en probar el arsénico para el tratamiento de microbios. Dado que este compuesto era un veneno infame, sus intentos fueron objeto de crítica. Públicamente fue satirizado como un imaginario «Dr. Phantasus». No obstante, según la teoría de Ehrlich, las toxinas se unían a estructuras químicas llamadas «cadenas laterales». En su razonamiento, cada célula tenía cadenas laterales que actuaban como receptores para toxinas o como antitoxinas y que los compuestos de arsénico podrían producir las cadenas laterales para eliminar los microbios. En 1900, transformó su «teoría de la cadena lateral» en la «teoría del receptor». En este sentido, Ehrlich creía que, para acabar con los microbios, «wir müssen chemisch zielen lernen» («debemos aprender como apuntar químicamente»). Comenzó a probar diversos compuestos contra diferentes microbios. Durante estas investigaciones acuñó los términos «quimioterapia» y «bala mágica». Aunque utilizó el término alemán zauberkugel en sus primeros escritos, introdujo el término inglés magic bullet durante una Harben Lecture en Londres en 1908. Para 1901, y con la ayuda del microbiólogo japonés Kiyoshi Shiga, Ehrlich experimentó con cientos de tintes en ratones infectados con Trypanosoma, un parásito que causa la tripanosomiasis africana. En 1904, ambos prepararon exitosamente un tinte rojo arsénico que llamaron rojo de tripano para el tratamiento de esa enfermedad.

## Bala magica
En 1906, Ehrlich desarrolló un nuevo compuesto derivado del arsénico, que recibió el nombre código de Compuesto 606 (el número representó el orden de pruebas). Fue efectivo contra la malaria en animales de experimentación. En 1905, Fritz Schaudinn y Erich Hoffmann identificaron a la bacteria Treponema pallidum como el agente causal de la sífilis. Con este conocimiento, Ehrlich probó el Compuesto 606 (arsfenamina) en un conejo infectado de sífilis. El 31 de agosto de 1909, encontró que el conejo se había curado con una sola dosis y, tal como se esperaría de una bala mágica, el conejo no mostró efectos secundarios. El tratamiento normal de la enfermedad hasta ese entonces implicaba de dos a cuatro años de inyecciones de mercurio. Más tarde experimentó en humanos con el mismo éxito. Tras varios ensayos clínicos, el Compuesto 606 recibió el nombre comercial de salvarsán, una palabra compuesta de «saving arsenic» («arsénico que salva»). El salvarsán se introdujo comercialmente en 1910 y tres años después se hizo lo propio con el menos tóxico neosalvarsán (Compuesto 914). Estos fármacos continuaron siendo utilizados como el principal tratamiento de la sífilis hasta la introducción de la penicilina y otros nuevos antibióticos durante la mitad del siglo XX. Las investigaciones de Ehrlich sobre las balas mágicas fueron la fundación de la investigación farmacéutica.